# محمد کیافر
محمد کیافر (زادهٔ ۱۳۳۰ در میانه) نمایندهٔ حوزهٔ انتخابیهٔ میانه در دورهٔ ششم مجلس شورای اسلامی بوده‌است.